# ヴィゴル・ラメーツィア・カルチョ
ヴィゴル・ラメーツィア・カルチョ（イタリア語: Vigor Lamezia Calcio）は、イタリアのラメーツィア・テルメをホームタウンとするサッカークラブ。2016-17シーズンはエッチェッレンツァ・カラブリア（5部）に所属している。

## 歴史
1919年、カルロ・ピエトロ・バカリによって、USヴィゴル・ニカストロ（イタリア語: Unione Sportiva Vigor Nicastro）として創設された。ユニフォームカラーは上が白と緑のストライプ、下が白であり、白は忠誠、緑は希望を表している。
1993-94シーズンのセリエC2・ジローネC（4部）で下から2番目の順位に終わり、降格が決定した後、経営破綻した。1994-95シーズンはプロモツィオーネ（7部）に所属した。1995年夏、1994-95シーズンのカンピオナート・ナツィオナーレ・ディレッタンティ（5部）に所属していたレアル・カタンザーロのライセンスを取得し、Comprensorio Vigor Lameziaとして再創設された。
2013-14シーズンはレガ・プロ・セコンダ・ディヴィジオーネのジローネBで8位になり、2014-15シーズンはレガ・プロに所属した。

## タイトル
- カンピオナート・インテルレジョナーレ：1回
  - 1986-87 (ジローネI)

## 歴代所属選手
- ホセ・カスティージョ 2003-2004

## 歴代監督
- クラウディオ・ラニエリ 1986-1987